# Soham Town Rangers FC
Soham Town Rangers FC (celým názvem: Soham Town Rangers Football Club) je anglický fotbalový klub, který sídlí ve městě Soham v nemetropolitním hrabství Cambridgeshire. Založen byl v roce 1947. Od sezóny 2018/19 hraje v Isthmian League North Division (8. nejvyšší soutěž). Klubové barvy jsou zelená a bílá.
Své domácí zápasy odehrává na stadionu Julius Martin Lane s kapacitou 2 000 diváků.

## Úspěchy v domácích pohárech
Zdroj: 
- FA Cup
  - 3. předkolo: 1970/71
- FA Trophy
  - 2. předkolo: 2008/09, 2012/13, 2013/14
- FA Vase
  - 5. kolo: 2004/05

## Umístění v jednotlivých sezonách
Stručný přehled
Zdroj: 
- 1963–1988: Eastern Counties League
- 1988–1989: Eastern Counties League (Premier Division)
- 1989–1993: Eastern Counties League (Division One)
- 1993–2008: Eastern Counties League (Premier Division)
- 2008–2010: Southern Football League (Division One Midlands)
- 2010–2011: Southern Football League (Division One Central)
- 2011–2018: Isthmian League (Division One North)
- 2018– : Isthmian League (North Division)

Jednotlivé ročníky
Zdroj: 
Legenda: Z – zápasy, V – výhry, R – remízy, P – porážky, VG – vstřelené góly, OG – obdržené góly, +/- – rozdíl skóre, B – body, červené podbarvení – sestup, zelené podbarvení – postup, fialové podbarvení – reorganizace, změna skupiny či soutěže
| Sezóny  | Liga                                             | Úroveň | Z  | V  | R  | P  | VG | OG | +/- | B  | Pozice |
| ------- | ------------------------------------------------ | ------ | -- | -- | -- | -- | -- | -- | --- | -- | ------ |
| 2009/10 | Southern Football League (Division One Midlands) | 8      | 42 | 17 | 7  | 18 | 73 | 80 | -7  | 58 | 11.    |
| 2010/11 | Southern Football League (Division One Central)  | 8      | 42 | 10 | 10 | 22 | 55 | 81 | -26 | 40 | 17.    |
| 2011/12 | Isthmian League (Division One North)             | 8      | 42 | 7  | 13 | 22 | 55 | 92 | -37 | 34 | 19.    |
| 2012/13 | Isthmian League (Division One North)             | 8      | 42 | 22 | 7  | 13 | 95 | 75 | +20 | 73 | 7.     |
| 2013/14 | Isthmian League (Division One North)             | 8      | 46 | 24 | 4  | 18 | 92 | 75 | +17 | 76 | 8.     |
| 2014/15 | Isthmian League (Division One North)             | 8      | 46 | 19 | 6  | 21 | 74 | 86 | -12 | 63 | 11.    |
| 2015/16 | Isthmian League (Division One North)             | 8      | 46 | 13 | 9  | 23 | 61 | 90 | -29 | 48 | 17.    |
| 2016/17 | Isthmian League (Division One North)             | 8      | 46 | 14 | 11 | 21 | 62 | 78 | -16 | 53 | 19.    |
| 2017/18 | Isthmian League (Division One North)             | 8      | 46 | 16 | 10 | 20 | 67 | 73 | -6  | 58 | 13.    |
| 2018/19 | Isthmian League (North Division)                 | 8      | 38 |    |    |    |    |    |     |    |        |